# Elezioni presidenziali in Indonesia del 2014
Le elezioni presidenziali in Indonesia del 2014 si tennero il 9 luglio.